# Локально тривіальне розшарування
Локально тривіальне розшарування — розшарування, яке локально має вигляд прямого добутку.

## Визначення
Нехай {\displaystyle E}, {\displaystyle B} і {\displaystyle F} є топологічними просторами. Сюр'єктивне відображення {\displaystyle \pi \colon E\to B} називається локально тривіальним розшаруванням простору {\displaystyle E} над базою {\displaystyle B} з шаром {\displaystyle F}, якщо для всякої точки бази {\displaystyle x\in B} існує окіл {\displaystyle U\subset B}, над яким розшарування є тривіальним. Останнє означає, що існує гомеоморфізм {\displaystyle \phi \colon \pi ^{-1}(U)\to U\times F}, такий що комутативна діаграма
.
Тут {\displaystyle \mathrm {proj_{1}} :\,U\times F\to U} — проєкція добутку просторів на перший співмножник.
Простір {\displaystyle E} також називається тотальним простором розшарування або розшарованим простором.

## Пов'язані визначення
- Перетин розшарування — це відображення {\displaystyle s:B\to E}, таке що {\displaystyle \pi \circ s=\mathrm {id} _{B}}. Взагалі кажучи, не кожне розшарування має перетин. Наприклад, нехай {\displaystyle M} — многовид, а {\displaystyle E\to M} підрозшарування векторів одиничної довжини в дотичному розшаруванні {\displaystyle TM}. Тоді перетин розшарування {\displaystyle E} — це векторне поле без нулів на {\displaystyle M}. Теорема про причісуванні їжака показує, що на сфері такого поля не існує.
- Множина {\displaystyle F_{x}=\pi ^{-1}\{x\}} називається шаром розшарування {\displaystyle \pi } над точкою {\displaystyle x\in B}. Кожен шар гомеоморфний простору {\displaystyle F}, Тому простір {\displaystyle F} називається загальним (або модельним) шаром розшарування {\displaystyle \pi }.
- Гомеоморфізм {\displaystyle \varphi }, що ототожнює обмеження розшарування {\displaystyle \pi } над околом точки {\displaystyle x} з деяким тривіальним розшаруванням, називається локальною тривіалізацією розшарування {\displaystyle \pi } над околом точки {\displaystyle x}.
- Якщо {\displaystyle \{U_{\alpha }\}} — покриття бази {\displaystyle B} відкритими множинами, і {\displaystyle \varphi _{\alpha }:\pi ^{-1}(U_{\alpha })\to U_{\alpha }\times F} — відповідні їм відображення тривіалізації, тоді сімейство {\displaystyle \{(U_{\alpha },\varphi _{\alpha })\}} називається трівіалізуючим атласом розшарування {\displaystyle \pi :E\to B}.
- Припустимо локально тривіальне розшарування {\displaystyle \pi :E\to B} забезпечено покриттям {\displaystyle \{U_{\alpha }\}} бази {\displaystyle B} з виділеною тривіалізацією {\displaystyle \phi _{\alpha }:U_{\alpha }\times F\to \pi ^{-1}(U_{\alpha })} і звуження будь-якого відображення звірення {\displaystyle \phi _{\alpha }^{-1}\circ \phi _{\beta }} на шар належить деякій підгрупі {\displaystyle G} групи всіх автоморфізмів {\displaystyle F}. Тоді {\displaystyle \pi } називається локально тривіальним розшаруванням зі структурною групою {\displaystyle G}.

## Приклади
- Тривіальне розшарування, тобто проєкція {\displaystyle B\times F\to B} на перший співмножник.
- Будь-яке накриття є локально тривіальним розшаруванням з дискретним шаром.
- Дотичне, кодотичне і тензорні розшарування над довільним многовидом локально тривіальні.
- Якщо на просторі {\displaystyle E} задано неперервна вільна дія групи {\displaystyle G}, то природне відображення {\displaystyle E\to E/G} є локально тривіальним розшаруванням. Розшарування такого типу називаються головними.
- Лист Мебіуса — простір нетривіального розшарування над колом.
- Розшарування Гопфа — це нетривіальне розшарування {\displaystyle S^{3}\to S^{2}=S^{3}/S^{1}}. Воно не має перетинів, бо воно є головним розшаруванням зі структурною групою {\displaystyle U(1)}, А будь-яке головне розшарування, що допускає перетин, тривіально.
- Сконструювати розшарування можна, задавши довільно його базу (простір {\displaystyle B}), загальний шар (простір {\displaystyle F}) і відображення переходу (1-коцикл Чеха {\displaystyle \{u_{\alpha \beta }:U_{\alpha }\to \mathrm {Aut} \,F\}}) для якого-небудь відкритого покриття простору {\displaystyle B}. Тоді простір {\displaystyle E} формально можна отримати як множину трійок вигляду {\displaystyle \{(\alpha ,x,f_{\alpha }):\,x\in U_{\alpha },\,f_{\alpha }\in F\}} з правилом ототожнення:

{\displaystyle (\alpha ,x,f_{\alpha })=(\beta ,x,f_{\beta })}, якщо {\displaystyle f_{\beta }=u_{\beta \alpha }f_{\alpha }}

## Властивості
- Для локально тривіальних розшарувань вірна теорема про накриваючу гомотопію. Нехай задані {\displaystyle \pi :E\to B} — локально тривіальне розшарування, відображення {\displaystyle f\colon M\to B} і {\displaystyle g\colon M\to E}, так що {\displaystyle f=\pi \circ g}, і гомотопії {\displaystyle {\tilde {g}}\colon M\times [0;1]\to B} відображення {\displaystyle g} ({\displaystyle {\tilde {g}}(m,0)=g(m)}). Тоді існує гомотопія {\displaystyle {\tilde {f}}\colon M\times [0;1]\to E} відображення {\displaystyle f}, така що діаграма комутативна

- Нехай є локально тривіальне розшарування {\displaystyle E\to B} з шаром {\displaystyle F} (іноді записуване формально як {\displaystyle F\to E\to B}). Тоді послідовність гомотопічних груп точна:

{\displaystyle \dots \to \pi _{2}(F)\to \pi _{2}(E)\to \pi _{2}(B)\to \pi _{1}(F)\to \pi _{1}(E)\to \pi _{1}(B)\to \pi _{0}(F)}
- Відображення переходу задовольняють умові 1-коцикла Чеха:

Якщо {\displaystyle x\in U_{\alpha }\cap U_{\beta }\cap U_{\gamma }}, то {\displaystyle u_{\beta \alpha }(x)=u_{\beta \gamma }(x)\circ u_{\gamma \alpha }(x)}.
- Два розшарування над однією і тією ж базою і з одним і тим же загальним шаром ізоморфні тоді і тільки тоді, коли 1-коцикли Чеха, відповідні їм, когомологічні. (Зазначимо, що в разі, коли група {\displaystyle \mathrm {Aut} \,F} некомутативна, одномірні когомології {\displaystyle H^{1}(B,\mathrm {Aut} \,F)} не утворюють групу, а утворюють множину, на якій діє (ліворуч) група 0-коланцюгів Чеха {\displaystyle C^{0}(B,\mathrm {Aut} \,F)}:
{\displaystyle u_{\alpha \beta }'(x)=f_{\alpha }(x)\circ u_{\alpha \beta }(x)\circ f_{\beta }(x)^{-1}},

де {\displaystyle \{f_{\alpha }:U_{\alpha }\to \mathrm {Aut} \,F\}} — 0-коланцюг Чеха, що діє на 1-коцикл Чеха {\displaystyle \{u_{\alpha \beta }:U_{\alpha }\cap U_{\beta }\to \mathrm {Aut} \,F\}}. 1-коцикли називаються когомологічними, якщо вони лежать в одній орбіті цієї дії).
- Для будь-якого локально тривіального розшарування {\displaystyle \pi :X\to B} і безперервного відображення {\displaystyle f:B'\to B} індуковане розшарування {\displaystyle f^{*}(\pi )} є локально тривіальним.

## Варіації і узагальнення
- Локально тривіальні розшарування є окремим випадком
  - розшарувань Гуревича і
  - розшарувань Серра.
- Якщо простори {\displaystyle E,B,F} — гладкі (диференційовні) многовиди, відображення {\displaystyle \pi } — гладке і допускає тривіалізуючий атлас з гладкими відображеннями тривіалізації, то само розшарування називається гладким розшаруванням.
- Розшарування називається голоморфним, якщо простори {\displaystyle E,B,F} — комплексні многовиди, відображення {\displaystyle \pi } — голоморфне і існує трівіалізуючий атлас з голоморфними відображеннями тривіалізації.
- Головне розшарування

## Дивись також
- Теорія Янга—Міллса